# Max Früh
Die Max Früh GmbH & Co. KG war ein mittelständisches Bauunternehmen mit Sitz in Achern/Baden. Die Kernkompetenz des Unternehmens war der Brückenbau. Auftraggeber waren hauptsächlich öffentliche Institutionen, z. B. Straßenbauämter, Gewässerdirektionen, Stadtwerke, städtische Verkehrsbetriebe, Länder und Kommunen sowie die Deutsche Bahn.

## Geschichte
Im Jahr 1908 wurde das Unternehmen als Baugeschäft Gebrüder Früh vom Bauhandwerker Max Früh zusammen mit seinem Bruder Otto in Achern gegründet. Durch den Ersten Weltkrieg kamen die geschäftlichen Aktivitäten zum Erliegen. Zu diesem Zeitpunkt beschäftigte die Firma rund 20 Mitarbeiter. In den 1920er Jahren setzte das Unternehmen zunehmend auf den Werkstoff Stahlbeton. Der Gründer Otto Früh schied 1938 als Kommanditist aus. Bis 1939 stieg die Beschäftigtenzahl auf 300 an. Ein neueröffnetes Büro in Freiburg musste wieder geschlossen werden, dafür wurden Niederlassungen in Mülhausen und Straßburg eröffnet. 
Ab 1941 musste die Firma, deren Mitarbeiter der Wehrmacht unterstanden, Befestigungsarbeiten am Atlantikwall übernehmen. 1946 erhielt das Unternehmen die Rechtsform Kommanditgesellschaft (KG). In den 1950er Jahren wurde der Brückenbau zum Hauptbetätigungsfeld. Seit 1964 betreibt die Firma ein Transportbetonwerk und übernimmt Teile des insolventen Unternehmens Gollnow, aus welchem sich die Stahlbau Früh formiert. 
1971 beschäftigte das Unternehmen 360 Mitarbeiter. In den 1970er Jahren wurde Stahlbau Früh zum Verlustbringer und musste 1983 abgewickelt werden. Das Unternehmen Früh erhielt den Großauftrag zum Ausbau der Rheintalbahn zwischen Karlsruhe und Offenburg auf vier Spuren und wendete sein mitentwickeltes Gefriertunnelverfahren sowie das Schwellenersatzträgerverfahren an. Bei der Anwendung dieser Verfahren, die das Erstellen von Verkehrsbauwerken unter dem laufenden Betrieb von Schienenwegen ermöglicht, hatte das Unternehmen in Europa ein Alleinstellungsmerkmal. 
Der Geschäftsführer, Hans-Peter Früh, war auch an der Entwicklung dieser Verfahren über das deutsche Gebrauchsmuster DE29721177U1 vom 12. Februar 1998 beteiligt. Eine Patentantanmeldung DE102006043043A1 über das automatisierte Überwachen von Schienen-Fahrwegen während laufender Baumaßnahmen erfolgte am 9. September 2006.
Am 12. November 2012 stellte die Firma Insolvenzantrag.

## Profil
Das Unternehmen war vor allem in Deutschland und Frankreich tätig. Im Ausland zählten öffentliche und private Auftraggeber zu den Kunden: Republik Frankreich, Arte, Électricité de France (EDF), Eurométropole de Strasbourg, Compagnie des Transports Strasbourgeois (CTS), Division Départemental du Bas-Rhin (DDE), S.E.R.S., Cie und die französische Bahn SNCF.
Das Unternehmen erarbeitete technisch anspruchsvolle Sonderlösungen, wie z. B. das Schwellen-Ersatzträger-Verfahren. Max Früh war auf den Gebieten Brückenbau, Spezialtiefbau, Sanierungen und Industriebau tätig.
Das Unternehmen war mit zahlreichen Bauwerken am Ausbau der A6 und A98 beteiligt.
Am 1. Oktober 2011 ging der operative Teil des Unternehmens in der Früh Ingenieurbau GmbH & Co. KG auf. Dies erfolgte im Rahmen eines Betriebsübergangs gemäß § 613a BGB. Gesellschafter waren zunächst die Fa. Schleith GmbH aus Waldshut sowie die Fa. Max Früh GmbH & Co. KG. Am 19. Oktober 2011 verstarb der technische Geschäftsführer Hans-Peter Früh. 
Am 25. Juni 2012 schied die Fa. Max Früh GmbH & Co. KG als Gesellschafter der Früh Ingenieurbau GmbH & Co. KG aus und am 12. November 2012 folgte der Insolvenzantrag.

## Bauwerke (Auswahl)
- 1990: Freudensteintunnel
- 2001: La-Ferté-Steg, Stuttgart[4]
- 2002: Pierre-Pflimlin-Brücke, Altenheim-Eschau
- 2005: Neckarbrücke der Bundesautobahn A6, Mannheim[5]
- 2006: Heerstraßenbrücke über die Bundesautobahn A8 in Stuttgart,[6] Zufahrt zur Neuen Messe Stuttgart

Das Unternehmen war an der Errichtung von zwei prämierten Bauwerken beteiligt. Im Jahr 2006 erhielt der La-Ferté-Steg den Deutschen Brückenbaupreis und die Pierre-Pflimlin-Brücke den Ruban d’or (Goldenes Band).